# تریومف دیتونا ۶۷۵
تریومف دیتونا ۶۷۵ (به انگلیسی: Triumph Daytona 675) یک موتورسیکلت اسپرت با انجین سه‌سیلندر است که توسط کمپانی تریومف ساخته شده است. این محصول جایگزین دیتونا ۶۵۰ چهارسیلندر شد. دثبا حداکثر قدرت ۱۲۸ اسب بخار نیز بسیار سریع بود و در مقابل رقابای ژاپنی ۶۰۰ سی‌سی بسیار موفق بود. در سال ۲۰۱۶، تریومف تولید مدل پایه این موتورسیکلت را به دلیل کاهش تقاضا برای موتورهای سوپر اسپرت و استانداردهای سخت‌گیرانه اروپایی برای انتشار گازهای گلخانه‌ای متوقف کرد. کمپانی به تولید مدل دیتونا ۶۷۵آر با مشخصات پیشرفته تا سال ۲۰۱۸ ادامه داد. تریومف یک علامت تجاری جدید برای دیتونا ثبت کرد، و شایعاتی مبنی بر اینکه ممکن است نسخه‌ای در آینده با موتور ۷۶۵ سی‌سی جدید وجود داشته باشد را تقویت کرد. معلوم شد که ۶۶۰ است که در سال ۲۰۲۴ منتشر شد.

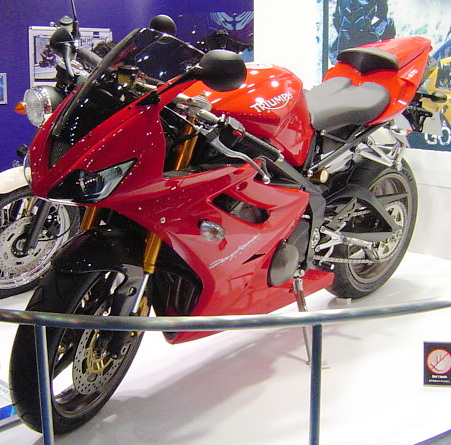
تریومف دیتونا ۶۷۵